# Хальтер, Марек
Маре́к Хальте́р (фр. Marek Halter, род. 27 января 1936 года, Варшава, Польша) — франко-еврейский писатель, журналист, художник, общественный деятель и правозащитник, президент Французских университетских колледжей в Московском государственном университете и Санкт-Петербургском государственном университете, друг бывшего министра иностранных дел Франции Бернара Кушнера.

## Биография
С 1940 года находился вместе с родителями и сестрой в Варшавском гетто. Семья бежала из гетто в Восточную Польшу, находящуюся под контролем СССР. В годы Великой Отечественной войны находился в эвакуации в Алма-Ате (1942) и Коканде. В 1945 году был среди группы советских пионеров, которые дарили цветы И. В. Сталину.
В 1946 году семья Хальтеров возвращена в Польшу, а в 1950 году переезжает во Францию. Окончил Школу изящных искусств в Париже. Занимался живописью.
В 1954 году — лауреат Международной художественной премии Довиля и лауреат Биеннале а Анконе.
В 1955 году — первая персональная выставка в Буэнос Айресе, где он жил в течение двух лет.
В 1957 году возвращается во Францию. Начинает публиковаться. Становится активистом движения за права человека, против расизма и антисемитизма, за мир на Ближнем Востоке.
В 1967 году, после Шестидневной войны, основал Международный комитет за мирные переговоры на Ближнем Востоке.
В 1968 году основал журнал «Eléments». Это было первое издание где сотрудничали израильские, палестинские и арабские авторы.
С начала 1970-х годов организует кампании за освобождение советских диссидентов.
В 1972 году создал Комитет за освобождение Эдуарда Кузнецова. Организовал ряд международных компаний в поддержку советских евреев.
В 1974 году принимает в Париже высланного из СССР А. И. Солженицына.
В 1976 году публикует первую книгу Le Fou et les rois.
В 1978 году основывает Комитет за освобождение аргентинского журналиста Д. Тимермана.
В 1981 году — создаёт комитет «Радио-Свободный Кабул» (фр. Radio-Kaboul libre).
С 1982 года — президент Института Андрея Сахарова.
В 1983 году — публикует роман «La Mémoire d’Abraham». Тираж этого романа изданного во многих странах мира превышает 5 млн экземпляров. Роман в течение 8 недель входил в лист бестселлеров газеты «Нью-Йорк Таймс» и получил премию «Livre Inter»
В 1991 году создал Французский университетский колледж при Московском государственном университете имени М. В. Ломоносова.
В 1992 году, будучи другом Ицхака Рабина, Шимона Переса и Ясира Арафата, принял активное участие в организации секретных израильско-палестинских переговоров в Париже и Осло. Создал Французский университетский колледж при Санкт-Петербургском государственном университете.
В 1994 году закончил снимать свой фильм : «Les Justes», который открывал в 1995 году Берлинский кинофестиваль.
В 2003 году являлся генеральным комиссаром Генерального комиссариата по участию Франции в праздновании 300-летия Санкт-Петербурга.
Марек Хальтер опубликовал около двадцати книг, романов и эссе. Сотрудничает с газетами и журналами по всему миру: Libération, Paris Match, Die Welt, VSD, El País, The Jerusalem Post, The Forward, La Repubblica, Expressen и другими.
В 2025 году принял участие в съемках документального фильма о миротворческой деятельности независимого продюсерского центра Arecina, картина находится в производстве.

## Судебные приговоры
В 1993 году, после уголовного иска, поданного парижской ассоциацией AGRIF в 1991 г., Марек Хальтер осуждён уголовным судом Парижа за «публичную клевету расистского характера». Об этом приговоре 15 декабря 1993 года сообщила парижская газета «Le Monde».

## Сочинения
- 1976 год: Le Fou et les rois, Премия Aujourd’hui ISBN 2-226-00370-3
- 1979 год: Mais
- 1979: La Vie incertaine de Marco Mahler ISBN 2-226-00838-1
- 1979: Argentina, Argenti'
- 1983 год: La Mémoire d’Abraham, Премия Livre Inter ISBN 2-266-11757-2
- 1986 год: Jérusalem
- 1989 год: Les Fils d’Abraham ISBN 2-221-04834-2
- 1990 год: Jérusalem. La Poésie du Paradoxe
- 1991 год: Un homme, un cri ISBN 2-221-07052-6
- 1994 год: Les Fous de la paix ISBN 2-259-00341-9
- 1995 год: La Force du Bien ISBN 2-221-08056-4
- 1996 год: Le Messie ISBN 2-221-06652-9
- 1998 год: Toulon ISBN 2-87678-338-X
- 1999 год:
  - Les Mystères de Jérusalem, Robert Laffont ISBN 2-266-09872-1.
  - Le Judaïsme raconté à mes filleuls ISBN 2-266-10449-7
- 2001 год: Le Vent des Khazars ISBN 2-266-12225-8
- 2003 год: La Bible au féminin, том 1: Sarah ISBN 2-221-09586-3
- 2004 год: La Bible au féminin, том 2: Tsippora ISBN 2-221-09587-1
- 2005 год: La Bible au féminin, том 3: Lilah ISBN 2-266-14616-5
- 2006 год: Marie ISBN 2-221-10299-1
- 2007 год: Je me suis réveillé en colère ISBN 2-221-10996-1
- 2012 год: L’Inconnue de Birobidjan

## Награды
- Офицер ордена Почётного легиона (21 марта 2008 года)[4]
- Кавалер ордена Почётного легиона (9 февраля 1989 года)[4]
- Командор ордена Искусств и литературы (11 декабря 1997 года)
- Орден Дружбы (6 июля 2003 года, Россия) — за большой вклад в развитие дружбы и сотрудничества между Российской Федерацией и Французской Республикой[5]
- Почётный доктор Санкт-Петербургского государственного университета (1997)[6]
- Почётный знак Росзарубежцентра «За вклад в дело дружбы» (2007)[7]
- Премия «Скрипач на крыше» (2013, Федерация Еврейских общин России)[8]
- Почётный профессор МГУ (1998)[9]
- Почётный доктор МГУ (2022)[9]